# Pastoor van Arskerk (Den Haag)

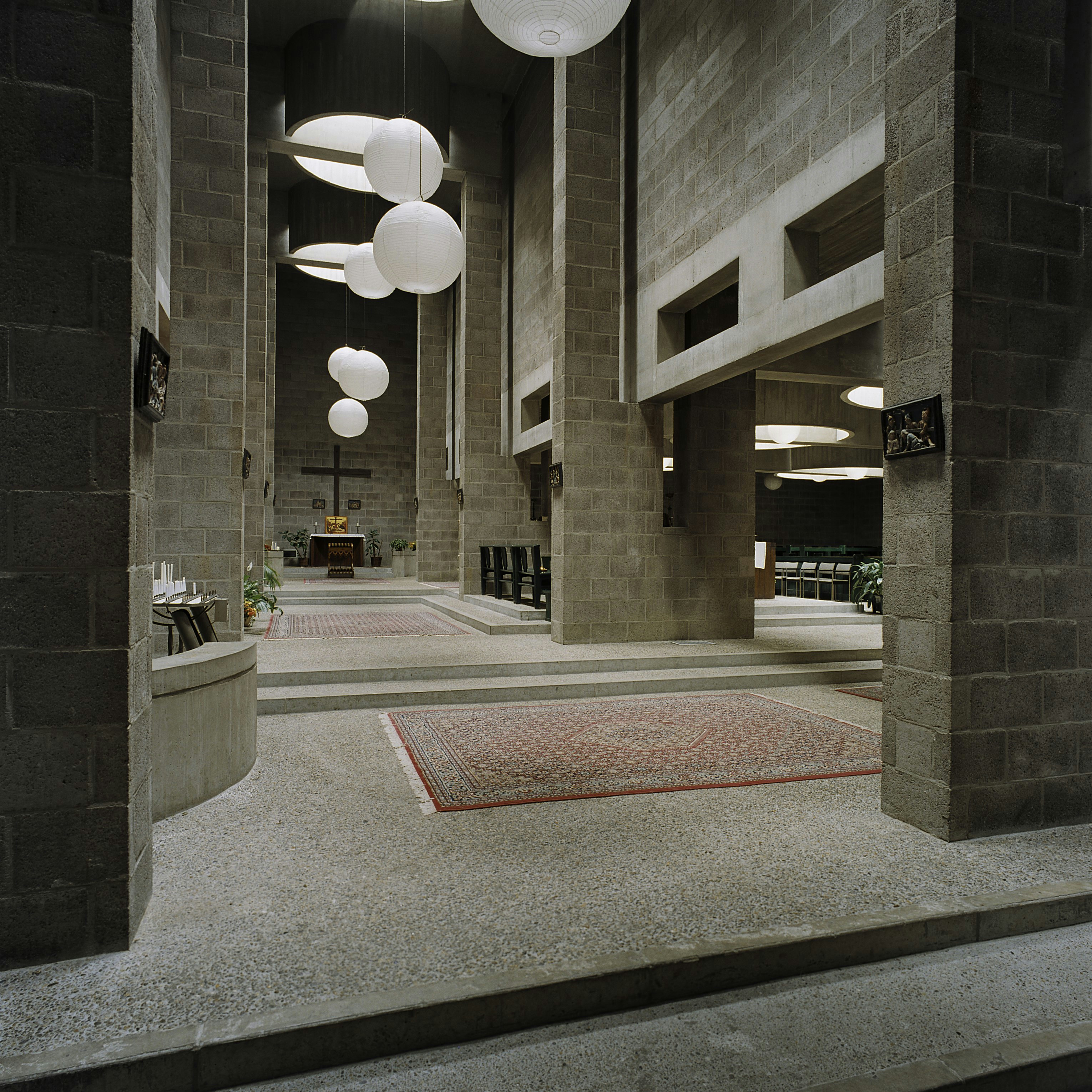
Hoge kerkruimte ("straat"), rechts altaar met lage kerkruimte, links gemeenschapsruimte

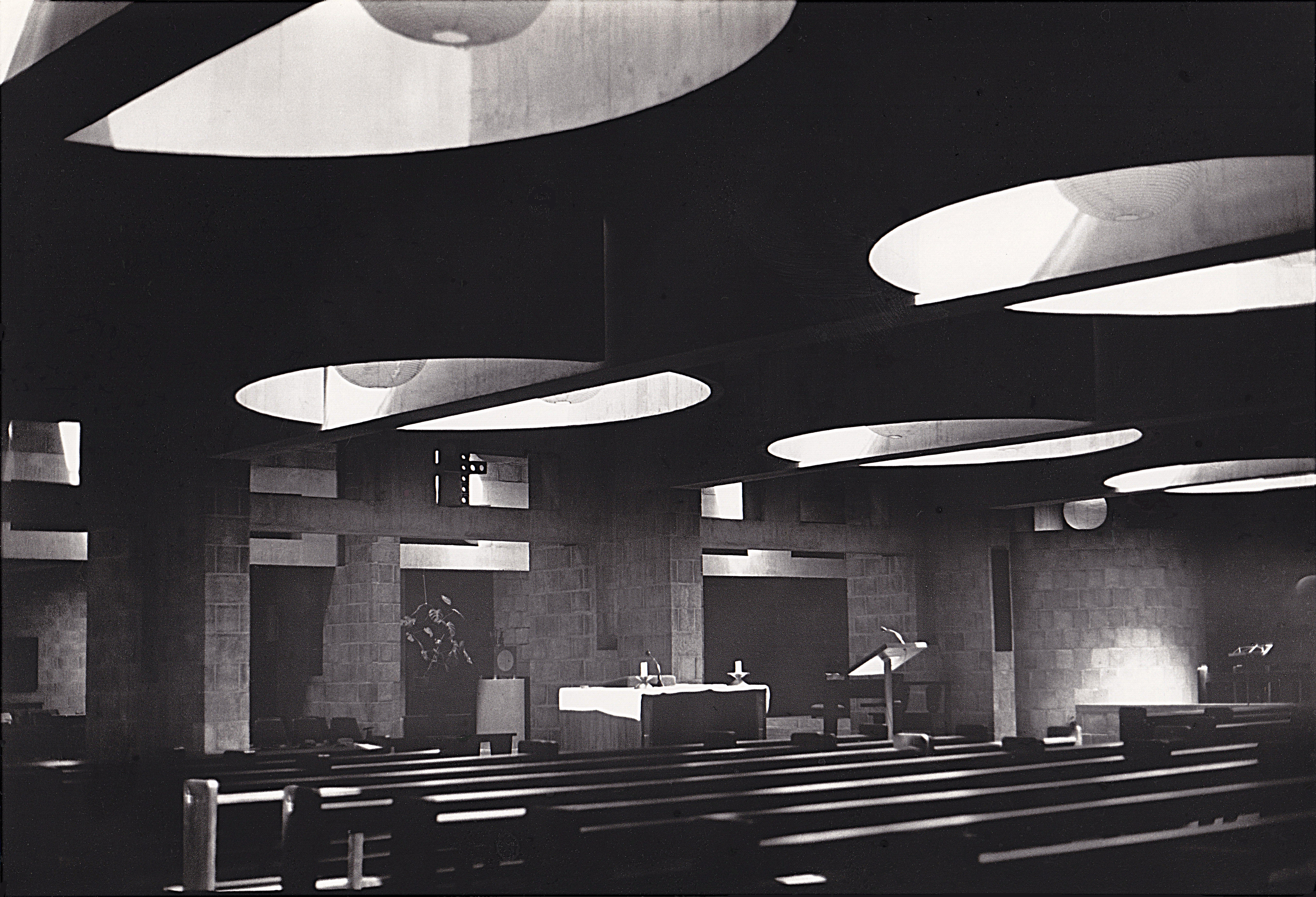
Kerkruimte met altaar

De Pastoor van Arskerk is een moderne rooms-katholieke kerk aan het begin van de Aaltje Noordewierstraat in het Haagse stadsdeel Loosduinen, op de hoek met het laatste stuk van de Laan van Meerdervoort, en tegenover het begin van de Landrestraat. De kerk is gelegen in een plantsoen van de wijk Waldeck. Het ontwerp is beïnvloed door het structuralisme en het brutalisme. De kerk is gewijd aan de Franse rooms-katholieke heilige Johannes Maria Vianney die pastoor was te Ars bij Lyon. Het labyrintachtige gebouw is met zijn vernieuwende plattegrond en ruimtelijke indeling van invloed geweest op de (Nederlandse) kerkbouw in de tweede helft van de twintigste eeuw.
De Nederlandse architect Aldo van Eyck kreeg op initiatief van de priester van de parochie, J.H. van Vliet, de opdracht de kerk te ontwerpen. Er moest rekening worden gehouden met een capaciteit van 400 reguliere bezoekers en 200 extra bezoekers in de zomermaanden. Het eerste ontwerp kwam in 1963 gereed en werd afgekeurd, omdat uitvoering te duur zou worden.
Het tweede ontwerp stamt uit de zomer van 1966 en werd wel goedgekeurd. Van Eyck liet zich bij dit ontwerp inspireren door kerken in Zuid-Europa en de bedrijvigheid in en rondom deze kerken. De kerk is ontworpen in twee delen. Het eerste deel bestaat uit een lage gesloten rechthoekige kerkruimte die lijkt op een crypte, en de hoge dwarsruimte doet denken aan een gotisch schip. De niet gelovige Van Eyck zocht voor de realisatie monnik en architect dom Hans van der Laan als projectmentor aan. Van der Laan had ervaring met het ontwerpen van katholieke kerken en gaf meteen zijn fiat aan het ontwerp. De bouw van de kerk ging van start in 1968. Op 20 december 1969 werd de kerk gewijd door mgr. M. A. Jansen, eerste bisschop van Rotterdam. Het gebouw is opgetrokken uit grijze betonblokken en heeft geen toren. Het interieur van de kerk is sober. Net als bij een aantal andere kerken van de hand van Van Eyck komt in het ontwerp de cirkel op verschillende plaatsen terug als motief. Zo zijn in- en uitgang cirkelvormig uitgevoerd en komt licht binnen door middel van cirkelvormige bovenlichten. De kerk is bijzonder vanwege zijn variatie in ruimte, hoogteverschil en lichtspel. Door de aparte uitgang hoeft de kerkganger zijn rug na de dienst niet naar heilige zaken toe te keren.
In 2004 kreeg het gebouw de status van gemeentelijk monument. In 2009 werd de pastorie bij de kerk een klooster dat bewoond wordt door vier missiezusters van de congregatie Dienaressen van de Heer en de Maagd van Matará. Hun missie is het bevorderen van christelijke waarden in een geseculariseerde samenleving. In 2015 verhuisden zij naar de Sint-Antonius van Padua- of Boskantkerk aan de Fluwelen Burgwal in het centrum van de stad.
In 2012 is de kerk samen met drie andere Haagse kerken onderdeel geworden van de Parochie de Vier Evangelisten.
Andere aan de pastoor van Ars gewijde kerken zijn in Nederland te vinden in: Delft, Deventer, Geleen, Haarlem, Hopel, Liesbos en Eindhoven.

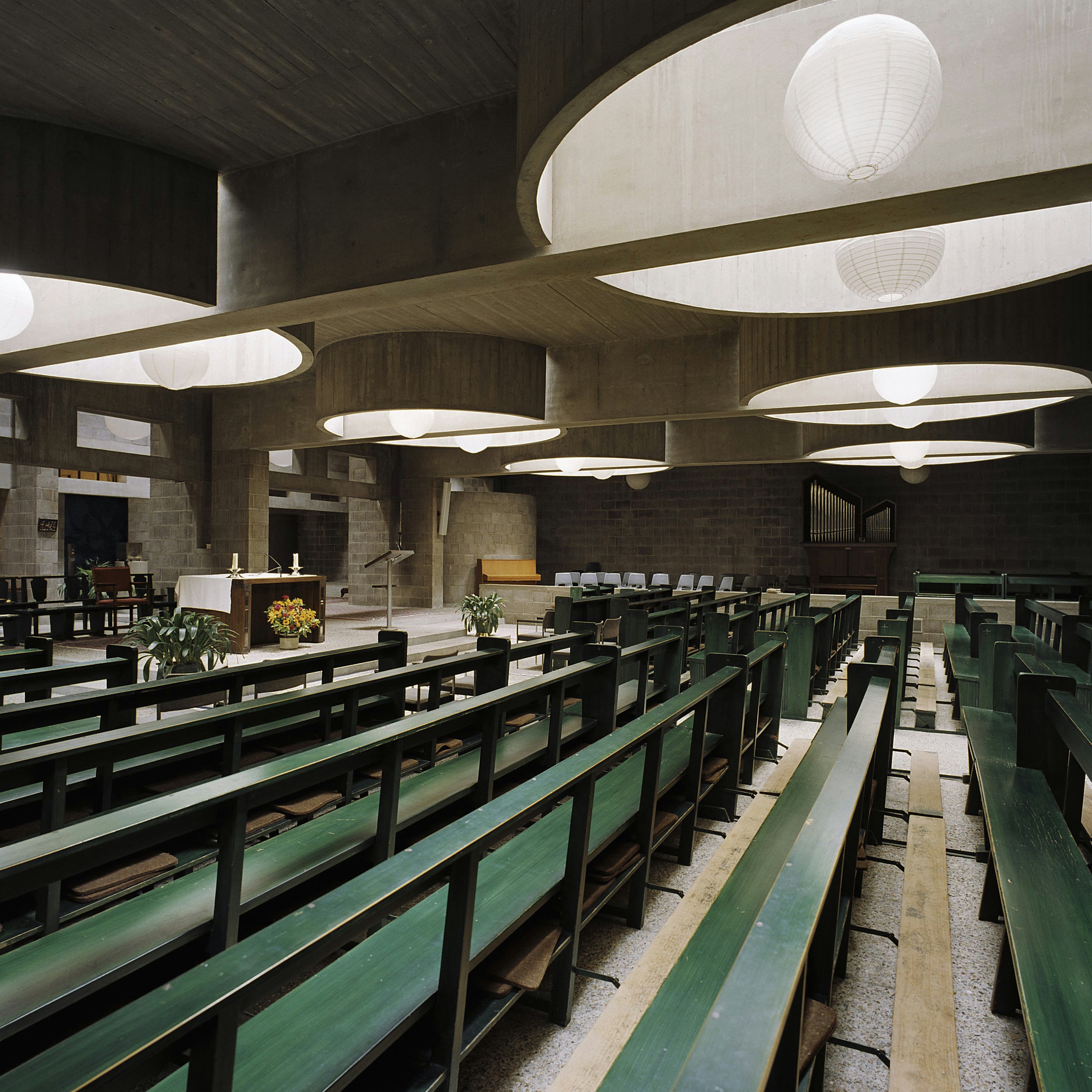
Interieur
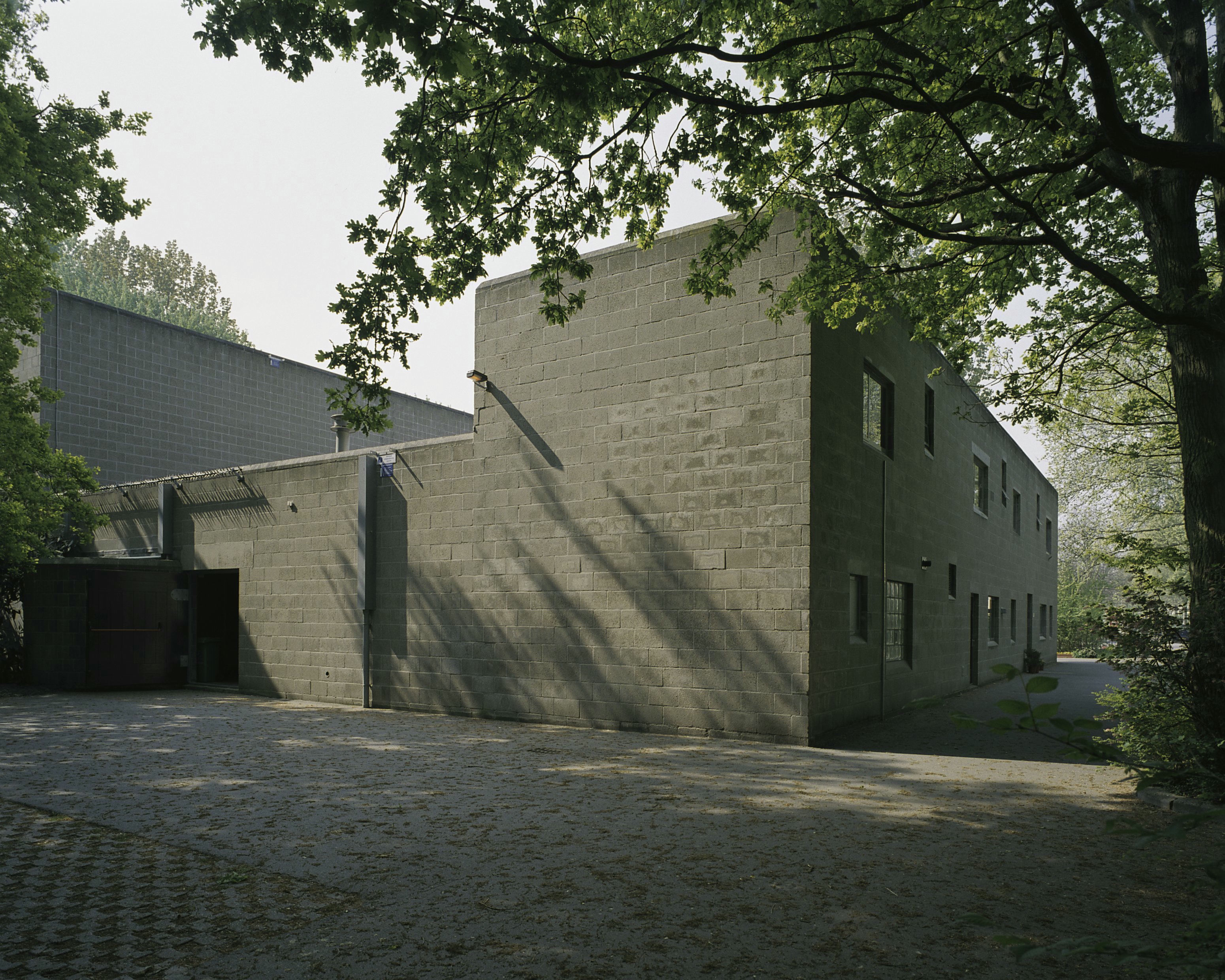
Oost- en noordgevel
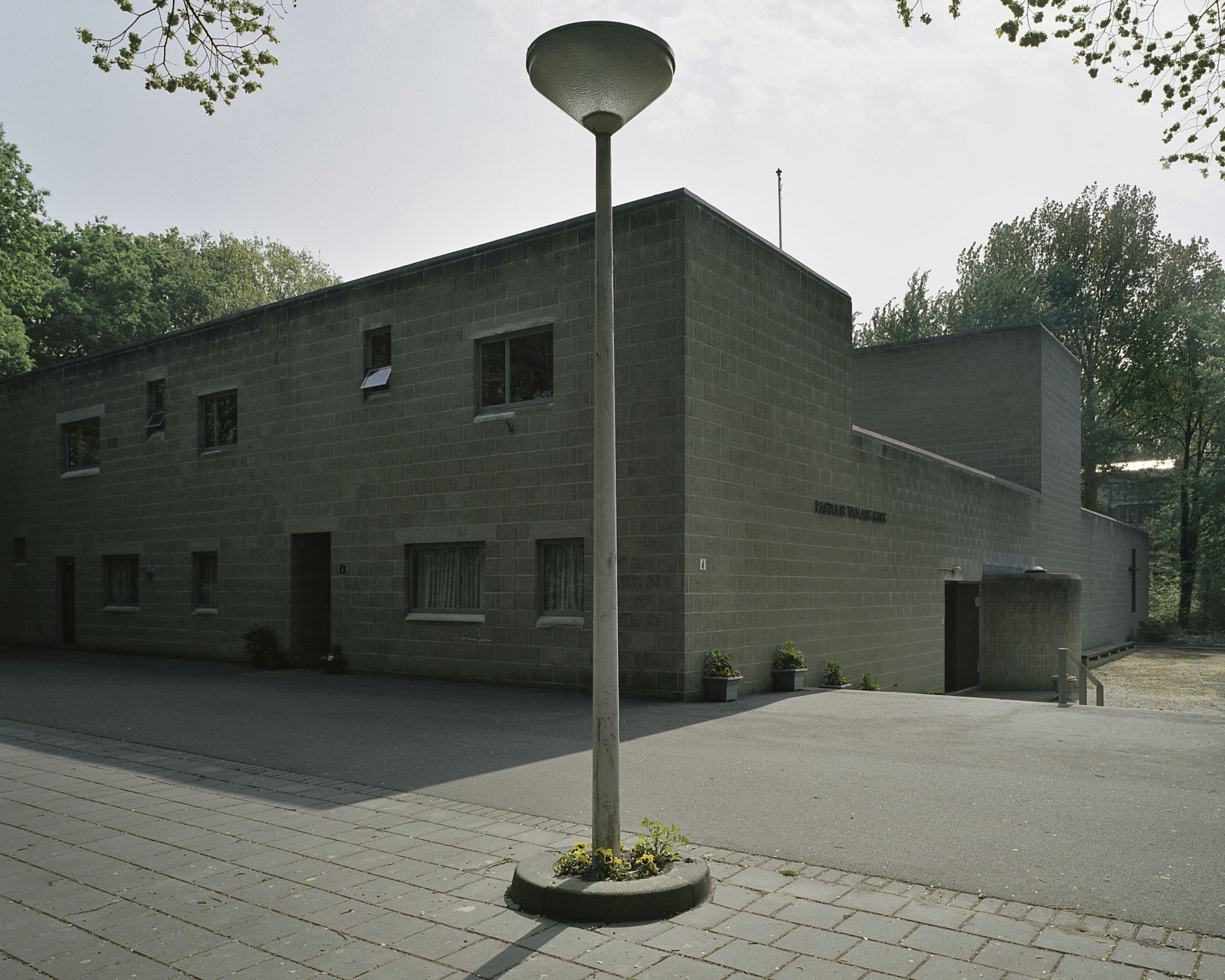
Noord- en westgevel
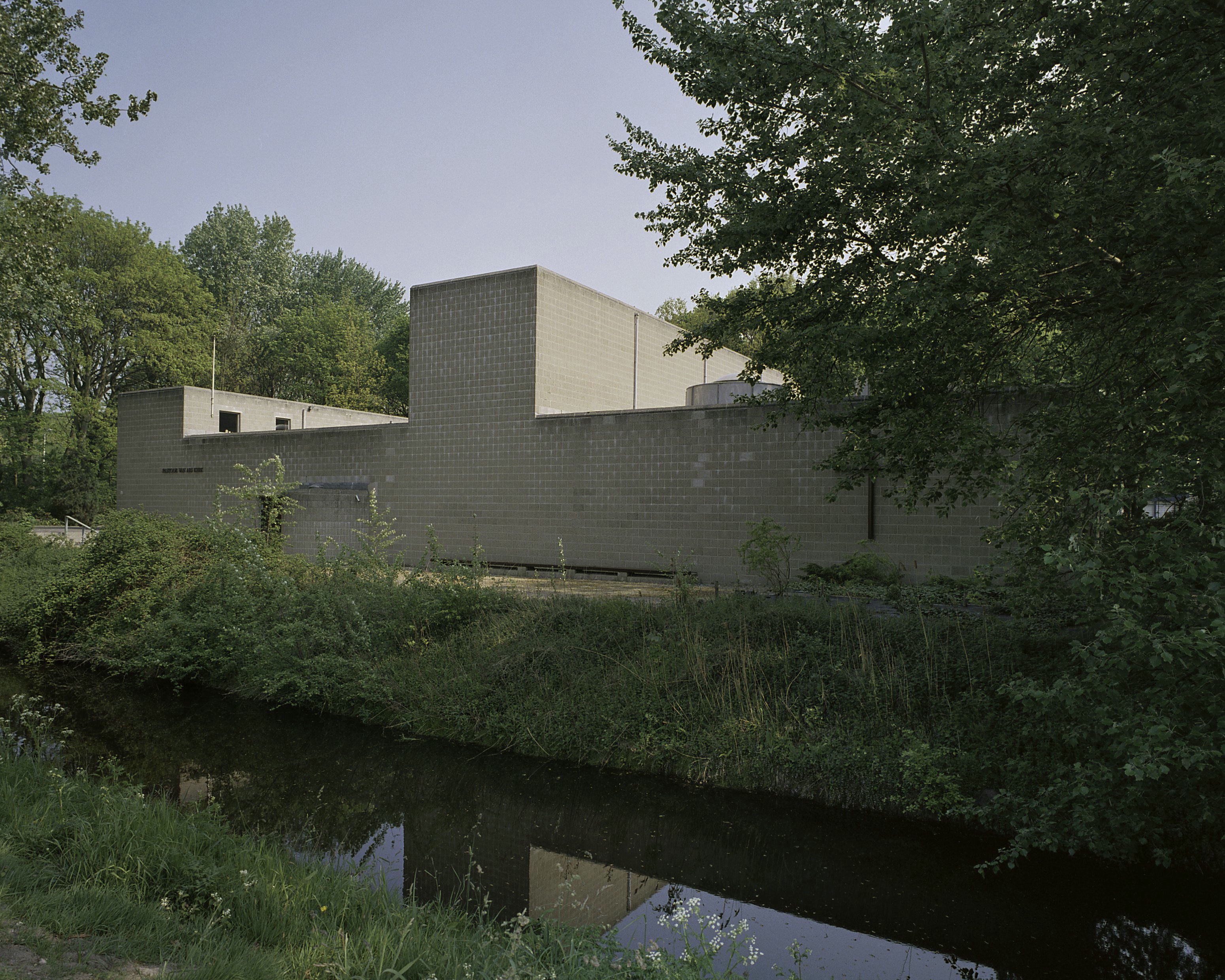
Westgevel